# Tân Thái (xã)
Tân Thái là một xã thuộc huyện Đại Từ, tỉnh Thái Nguyên, Việt Nam.

## Địa lý
Xã Tân Thái nằm ở phía đông huyện Đại Từ, có vị trí địa lý:
- Phía đông giáp thành phố Thái Nguyên và xã Cù Vân
- Phía tây giáp xã Bình Thuận
- Phía nam giáp xã Lục Ba và xã Vạn Thọ
- Phía bắc giáp thị trấn Hùng Sơn và xã Hà Thượng.

Xã Tân Thái có diện tích 19,25 km², dân số năm 1999 là 3.295 người, mật độ dân số đạt 171 người/km².
Xã Tân Thái có khu du lịch Hồ Núi Cốc, một khu du lịch trọng điểm quốc gia. Tỉnh lộ 260 chạy qua địa bàn xã, do vậy có thể kết nối dễ dàng với trung tâm thành phố Thái Nguyên (hơn 20 km) cũng như thị trấn Hùng Sơn. Sông Công chảy trên địa bàn phía tây của xã rồi chảy vào hồ Núi Cốc.

## Lịch sử
Sau năm 1975, Tân Thái là một xã thuộc huyện Đại Từ.
Ngày 1 tháng 10 năm 1983, sáp nhập xóm Quyết Tiến của xã Tân Thái vào xã Bình Thuận.
Đến năm 2019, xã Tân Thái được chia thành 10 xóm: Đồng Tiến, Yên Thái, Đồng Đảng, Sơn Đô, Thái Hòa, Dốc Đỏ, Suối Cái, Bãi Bằng, Gốc Mít, Tân Lập.
Ngày 11 tháng 12 năm 2019, sáp nhập hai xóm Thái Hòa và Sơn Đô thành xóm Thái Sơn.

## Hành chính
Xã Tân Thái được chia thành 9 xóm: Bãi Bằng, Dốc Đỏ, Đồng Đảng, Đồng Tiến, Gốc Mít, Suối Cái, Tân Lập, Thái Sơn, Yên Thái.